# Henrike Hultsch
Henrike Hultsch (* 7. März 1951 in Plettenberg) ist eine deutsche Zoologin mit den Schwerpunkten Verhaltensbiologie und Biokummunikation. Im Fokus der Wissenschaftlerin stand über Jahrzehnte die Frage, wie bei Vögeln angeborene Strukturen ihres Gesangs und der individuell erfahrene akustische Input durch Lernprozesse miteinander verwoben werden. Modellorganismus dieser Forschung ist die Nachtigall (Luscinia megarhynchos), bekannt als ein Singvogel mit hoher gesanglicher Variabilität.

## Leben
Henrike Hultsch studierte an der Albert-Ludwigs-Universität Freiburg die Fächer Biologie und Chemie und ging nach dem Staatsexamen als Wissenschaftliche Mitarbeiterin an das Institut für Allgemeine Zoologie der Freien Universität (FU) Berlin. Dort erarbeitete sie die Dissertation Struktur, zeitliche Variablilität und sozialer Einsatz des Gesangs der Nachtigall und wurde 1980 promoviert. Ihr Doktorvater war Dietmar Todt, Leiter der Abteilung Verhaltensbiologie an der FU.
Die Habilitation von Henrike Hultsch am Institut für Biologie der FU erfolgte 1992. Thema der Habilitationsschrift war die Frage nach dem Einfluss von akustischen Informationen, also Gesangsmuster von Artgenossen, auf den akustischen Output eines Sängers. Der Titel Properties and mechanisms of auditory-vocal memories exemplified in the song acquisition system of nightingales verweist auf den Schwerpunkt der Arbeit: Wie und was speichert das Gehirn eines Gesang-lernenden Vogels und was davon wird später vokal reproduziert – also von ihm gesungen?
Henrike Hultsch war von 1976 bis 2019 als Wissenschaftlerin und Lehrende an der FU Berlin tätig. In dieser Funktion war sie u. a. an dem Forschungsprojekt „RULE – Regelwissen und Regellernen in biologischen Systemen“ der Berlin-Brandenburgischen Akademie der Wissenschaften und später an der Projektierung von „Do Birds tango“ im Exzellenzcluster Languages of Emotions beteiligt. Zunehmend interdisziplinär fokussiert, war sie danach Koordinatorin der Deutschen Sprachentwicklungsstudie (GLAD = German Language Acquisition and Development), gefördert von der Deutschen Forschungsgemeinschaft (DFG). Zentrale Ergebnisse wurden in Sammelbänden veröffentlicht.
In den USA war Frau Hultsch als Gastwissenschaftlerin, etwa am Institut des Verhaltensbiologen Peter Marler an der Rockefeller-Universität, tätig. Feldforschung betrieb sie u. a. in Kenia (Duettgesänge des Weißbrauenrötels) und Südfrankreich (Nachtigall).

## Wirken

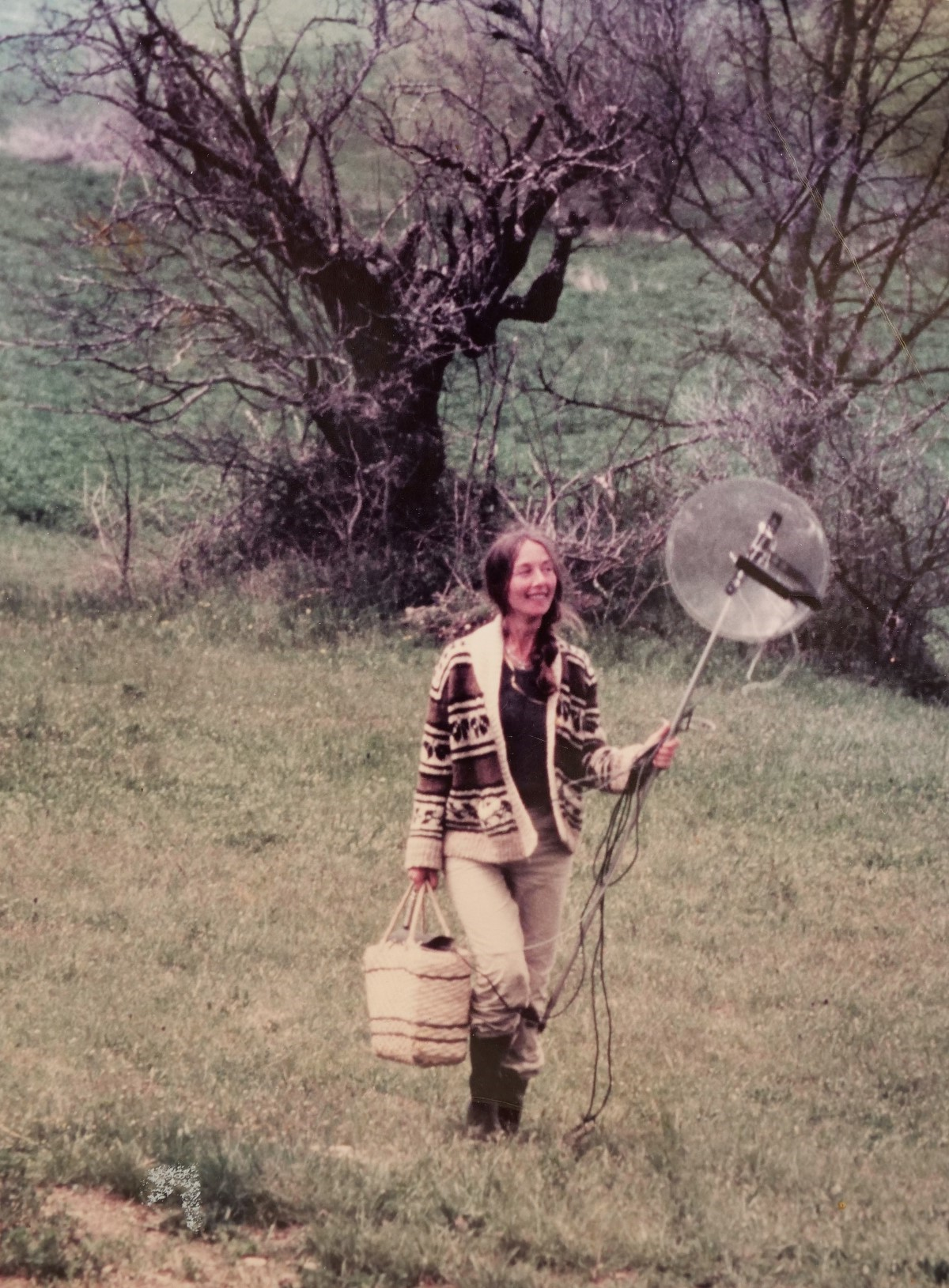
Feldforschung im Habitat der Nachtigall (Provence 1983)

Im Fokus der verhaltensbiologischen Forschung von Henrike Hultsch standen das Gesangsverhalten und der Gesangserwerb der Nachtigall. Andere Themen der Bioakustik kamen dazu. Zum Beispiel wurden Duettgesang des Weißbrauenrötels (White browned robin chat, Cossypha heuglini) und das vokale Verhalten von Berberaffen (Macaca sylvana) experimentell untersucht, spektrographisch sowie parametrisch analysiert und mit Videosequenzen des nicht-vokalen Verhaltens abgeglichen.
Neben ihrer Forschungstätigkeit hielt die Biologin an der FU Berlin und der Universität Hamburg Vorlesungen zur Verhaltensbiologie, Verhaltensökologie und Neuroethologie. In den Fächern Tierphysiologie, Verhaltenskunde, Zoologie und Humanbiologie war sie als Prüferin tätig.

### Gesang und Gesangslernen
Als Forscherin und in langjähriger Kooperation mit Dietmar Todt konnte Hultsch nachweisen, dass handaufgezogene Nachtigallen solche Gesangsstrophen lernen, die ihnen in den ersten Lebensmonaten wiederholt vorgespielt werden und von adulten Artgenossen stammen. Gesungen werden diese Strophen später nicht in beliebiger Reihenfolge, sondern die gehörten, aufeinanderfolgenden Strophen werden offenbar als Einheit („päckchenartig“) abgespeichert und später reproduziert. Untersuchungen des Teams von Hultsch und Todt belegten zudem, dass nicht nur in den ersten Lebensmonaten Gesangselemente und Strophen gelernt werden, sondern auch danach.
Über den Vogelgesang hinausgehend, fragte Hultsch nach der Steuerung des vokalen Verhaltens und der Entwicklung von Kommunikation bei Mensch und Tier generell. Welche strukturellen Organisationsprinzipien und Steuerungsmechanismen spielen eine Rolle, damit früh memorisierte Information später als Gesangsstrophe eines Vogels oder als Wortfolge bei einem Kind abrufbar ist.

### Parallelen: Vogelgesang und Sprache
Mit ihren Untersuchungen zum Vogelgesang konnten Henrike Hultsch und ihr Team Eigenschaften charakterisieren, die sie zu Vergleichen mit linguistischen Phänomenen anregten. Hierzu gehören Parallelen zwischen der lernabhängigen Entwicklung von Gesang und menschlicher Sprache. Und so wie die Sprache mit ihren Einzellauten, Wörtern und Äußerungen hierarchisch organisiert ist, so ist es auch der Vogelgesang. Vor diesem Hintergrund stellt sich die Frage nach dem Einfluss gesanglicher Hierarchieebenen auf die Freiheitsgrade der Kombinatorik von Lautmustern.
Die meisten Vögel besitzen ein Repertoire akustisch diskreter Laute (Elemente). Bei manchen Singvögeln, etwa der Nachtigall, ist dieses Repertoire sehr groß. Rein rechnerisch ergeben sich daraus nahezu unbegrenzt viele Möglichkeiten, solche Bausteine zu Silben, Strophen oder umfangreichen Gesängen miteinander zu kombinieren.
Anders als bei der Strukturbildung von Sprache im Sinne von Noam Chomsky nutzen Vögel diese kombinatorischen Möglichkeiten aber nur begrenzt. Diese Beschränkungen haben einen klaren Bezug zu den Hierarchieebenen des Gesangs: Auf der Ebene basaler Bausteine, den Elementen, sind die Freiheitsgrade in der Kombinatorik klein. Sie nehmen aber zu, wenn solche Elemente, hierarchisch aufsteigend, zu Silben, Motiven, Strophen und schließlich Strophenabfolgen kombiniert werden.
Dieses Strukturierungsprinzip erfüllt biologische Funktionen. Eine Gesangstrophe soll und ist als arttypisches Signal syntaktisch eindeutig aufgebaut. Die Nachricht lautet dann zum Beispiel: Hier singt eine Nachtigall. Demgegenüber soll und ist in der vokalen Interaktion eines Sängers mit einem Reviernachbarn die Strophenabfolge flexibel. So kann ein Sänger auf die gerade geäußerte Strophe eines anderen Sängers mit einer musterspezifischen Antwort aus seinem vokalen Repertoire reagieren („vokales Matching“).

## Schriften
- Henrike Hultsch (Dissertation): Struktur, zeitliche Variablilität und sozialer Einsatz des Gesangs der Nachtigall, Freie Universität Berlin, 1980 (DNB: Di1981 A232)
- Henrike Hultsch (Habilitation): Properties and mechanisms of auditory-vocal memories exemplified in the song acquisition system of nightingales, Freie Universität Berlin, 1992
- Dietmar Todt und Henrike Hultsch: Acquisition and performances of vocal repertoires: Ways of coping with diversity and versality. In: Donald E. Kroodsma und Edward H. Miller (Hrsg.) Ecology and evolution of acoustic communication in Birds, Acad. Press, New York, 1996, S. 275–303
- Henrike Hultsch und Dietmar Todt: Learning to sing. In: Peter Marler & Hans Slabbekoorn (Hrsg.) Nature's music – The Science of Birdsong. Elsevier, Academic press, New York, 2004, S. 80–107